# Calvin Burke
Calvin Burke (* 1950 in Baltimore) ist ein US-amerikanischer Schauspieler und Drehbuchautor.
Burke wuchs in den Vereinigten Staaten auf und interessierte sich bereits als 10-Jähriger für Schauspielerei. Seine Schauspielausbildung erhielt er ebenfalls in den Vereinigten Staaten. Als Theater- und Filmschauspieler ist er seit Ende der 1980er Jahre in Deutschland aktiv und spielte in einer Reihe deutscher Spielfilme und Fernsehserien mit.

## Filmografie (Auswahl)
- 1988: Nukie
- 1991: Zwischen Pankow und Zehlendorf
- 1993: Ebbies Bluff
- 1995: Polizeiruf 110 – Roter Kaviar (Fernsehreihe)
- 1996: Honigmond
- 1996: Kriegsbilder
- 1996: Der Clown – Pilotfilm
- 1998: Winnetous Rückkehr
- 1999: Midsommar Stories
- 2000: Todesstrafe – Ein Deutscher hinter Gittern (Death Row)
- 2000: Ein starkes Team – Der Todfeind
- 2002: Polizeiruf 110 – Grauzone
- 2009: Waffenstillstand
- 2012: Um Himmels Willen – Mission unmöglich